# March 16-20, 1992
March 16-20, 1992 è il terzo album in studio del gruppo musicale statunitense Uncle Tupelo, pubblicato nel 1992.

## Il disco
Il titolo del disco si riferisce ai cinque giorni in cui esso è stato registrato. Quasi interamente acustico, l'album contiene sia brani originali che cover di brani tradizionali. Esso è stato prodotto da Peter Buck, noto come chitarrista dei R.E.M.

## Tracce
1. Grindstone (Farrar) – 3:16
2. Coalminers (Traditional) – 2:33
3. Wait Up (Tweedy) – 2:09
4. Criminals (Farrar) – 2:20
5. Shaky Ground (Farrar) – 2:49
6. Satan, Your Kingdom Must Come Down (Traditional) – 1:53
7. Black Eye (Tweedy) – 2:19
8. Moonshiner (Traditional) – 4:23
9. I Wish My Baby Was Born (Traditional) – 1:39
10. Atomic Power (Louvin, Louvin, Bain) – 1:51
11. Lilli Schull (Traditional) – 5:15
12. Warfare (Traditional) – 3:43
13. Fatal Wound (Tweedy) – 4:09
14. Sandusky (Farrar, Tweedy) – 3:43
15. Wipe The Clock (Farrar) – 2:36

Tracce Bonus (Reissue 2003 - CD)
1. Take My Word (Farrar, Tweedy, Heidorn) – 2:03
2. Grindstone (1991 Acoustic Demo) (Farrar) – 3:55
3. Atomic Power (1991 Acoustic Demo) (Louvin, Louvin, Bain) – 1:35
4. I Wanna Be Your Dog (1991 Acoustic Demo) (Osterberg, Alexander, Asheton, Asheton) – 3:50
5. Moonshiner (Live 1/24/93) (Farrar, Tweedy) – 5:05
6. The Walton's (Theme) (Goldsmith) – 1:13 [Traccia nascosta]

## Formazione
- Jay Farrar – chitarra, chitarra a 12 corde, voce, armonica, basso
- Jeff Tweedy – basso, voce, chitarra, chitarra a 12 corde
- Mike Heidorn – batteria, piatti, tamburello

Altri musicisti
- Andy Carlson – violino
- Bill Holmes – fisarmonica
- Brian Henneman – mandolino, banjo (traccia 3), bouzouki (5), chitarra (8), chitarra slide (11)
- John Keane – ingegneria, missaggio, pedal steel guitar, chitarra (7), basso (13), banjo (14)
- David Barbe – ingegneria, basso (5)
- Peter Buck – produzione, feedback